# 綾切拓也
綾切 拓也（あやぎり たくや、1991年7月11日 - ）は、株式会社舞夢プロに所属する日本の俳優である。

## 人物
- 愛称は「あやたく」[2]。
- 日本はちみつマイスター協会認定アドバイザー、蜂蜜養蜂士、はちみつ美容ソムリエ、日本語文書処理技能検定1級、情報処理検定1級、パソコン入力速度認定1級、普通自動車運転免許 (MT)、JAF四輪 国内B級ライセンス、コミュニケーションスキル検定、カッパ捕獲許可証など数多くの資格を取得している。
- 蜂蜜が好物[2]。納豆が嫌い。
- 趣味はリバーシ、合気道、ビリヤード[3]、健康生活、ゲーム研究。
- 特技はダンス（ストリート10年、ジャズ5年、バレエ4年、タップ1年）、バスケットボール、パントマイム、アクロバット、一発ギャグ、首で物を挟む。
- 小さい頃の夢はパトカーのタイヤになること。
- キャラクター「はちきりん」の作者。

## 出演

### 舞台
- 『甲子園だけが高校野球ではない』（2012年、森ノ宮ピロティホール / 大阪城ホール、監修：岩崎夏海）
- 劇団往来『夏のない年 〜或いは現代のプロメテウス〜」（2015年12月10日 - 2015年12月13日、吹田市文化センター中ホール、作：小鉢誠治）[4]
- ちっちゃな英雄
  - ちっちゃな英雄（2016年6月22日 - 9月28日、サンリオピューロランド）- team Tomorrow ロベルト 役
  - ちっちゃな英雄（2016年9月29日 - 12月20日、サンリオピューロランド）- team Cheer ブックス 役
- 『アイ★チュウ ザ・ステージ』-  日下部虎彦 役
  - 『アイ★チュウ ザ・ステージ～Stairway to Étoile～』（2017年8月25日 - 27日、サンケイホールブリーゼ / 9月6日 - 10日、サンシャイン劇場）
  - 『アイ★チュウ ザ・ステージ～Stairway to Étoile 2018～』（2018年2月23日 - 3月1日、サンシャイン劇場）
  - 『アイ★チュウ ザ・ステージ～Rose Ecarlate～』（2019年5月10日 - 12日、サンケイホールブリーゼ）
  - 『アイ★チュウ ザ・ステージ～Rose Ecarlate DEUX～』（2019年10月10日 - 15日、シアター1010）
  - 『アイ★チュウ ザ・ステージ～Le musee tricolore～』（2022年5月19日 - 23日、シアター1010）[5]
- K -MISSING KINGS-（2017年10月19日 - 22日、京都劇場 / 10月27日 - 29日、天王洲 銀河劇場）
- ソラリネ。
  - ソラリネ。#20「蝉』（2018年4月21日 - 30日、アトリエ第Q藝術）- 鈴ちーむ 憧れる男 役
  - ソラリネ。#21「コミュニティ』（2018年7月19日 - 22日、明石スタジオ）- 空ちーむ 佐久間隆 役
- 舞台『アルカナ・ファミリア Episode4 アルカナ・デュエロ』（2018年8月18日 - 26日、シアターサンモール）- デビト 役[6]
- 舞台『横浜ダブルブッキング』（2018年9月5日 - 12日、YOKOHAMA O-SITE）
- PUPA CINEMATIC STAGE 9 舞台『ALLOW〔12.25〕』（2018年12月20日 - 25日、TACCS1179）- 学 役
- 舞台『ヨルハ』- 四号 役
  - 舞台『ヨルハ Ver1.3a』（2019年7月4日 - 7日、サンシャイン劇場 / 7月11日 - 14日、サンケイホールブリーゼ）[7]
  - 舞台『ヨルハ Ver1.3aa』（2020年3月12日 - 15日、渋谷区文化総合センター大和田 4階 さくらホール）[8]
- SAB-on Produce 舞台『ある日の通り雨と共に。』（2019年8月21日 - 25日、新宿村LIVE）- 金井洋一 役[9]
- THE TEAM 舞台『コップの中の嵐』（2019年12月4日 - 8日、新宿シアターブラッツ）- 主演・岸洋之 役[10]
- Starry☆Sky on STAGE SEASON2〜星雪譚 ホシノユキタン〜（2020年1月15日 - 26日、紀伊國屋サザンシアター TAKASHIMAYA）- 粟田謙介 役[11]
- 舞台『賭博黙示録カイジ』（2020年12月4日 - 6日、京都劇場 / 12月10日 - 13日、ヒューリックホール東京）- 佐原誠 役
- 2.5次元ダンスライブ - 築一紗 役
  - 2.5次元ダンスライブ「VAZZROCK STAGE」Episode1『0 Carat』（2021年7月1日 - 11日、CBGKシブゲキ!!）
  - 「LUNATIC LIVE 2021」（2021年9月4日 - 5日、東京ガーデンシアター） ※全公演中止
  - 2.5次元ダンスライブ「VAZZROCK STAGE」Episode2『ペトリコール・ノスタルジー』（2022年2月3日 - 12日、シアター・アルファ東京） ※延期
  - 2.5次元ダンスライブ「VAZZROCK STAGE」Episode2『ペトリコール・ノスタルジー』（2022年10月6日 - 16日、ニッショーホール）
  - 2.5次元ダンスライブ「VAZZROCK STAGE」Episode3『僕と君との猫ノート』（2024年3月28日 - 4月7日、CBGKシブゲキ!!）
- eeo Stage comedy コントライブ『区立すーぱーうるとらスゲェふぁいやーこんと小学校 ざ・ふぁいなる』（2022年8月31日 - 9月4日、スクエア荏原ひらつかホール）
- 舞台『覇権DO!!〜戦国高校天下布武〜』（2024年11月1日 - 5日、シアター・アルファ東京） - ユミコ 役[12]
- 舞台『地獄の控室』（2025年5月30日 - 6月8日、ザ・ポケット） - コツヅミ 役[13]

### テレビドラマ
- 連続テレビ小説 てっぱん（2010年 - 2011年、NHK）
- 連続テレビ小説 あさが来た（2015年、NHK）
- 喧騒の街、静かな海（2016年7月18日、NHK）
- 僕ら的には理想の落語（2021年1月 - 3月、TOKYO MX） - 間島誠司 役

### テレビ番組
- お笑いワイドショー マルコポロリ!（2015年、関西テレビ）
- よ〜いドン!（2015年、関西テレビ）
- 快傑えみちゃんねる（2015年、関西テレビ）
- ちゃちゃ入れマンデー（2015年、関西テレビ）
- 世界のイイね映像！秋の祭典スポーツ顔力王〜有名人の意外な顔も見られちゃうSP〜（2015年9月27日、フジテレビ）
- TOKYO BOYS COLLECTION（2016年、BSスカパー!）
- ビーバップ!ハイヒール（2016年、朝日放送）
- 水野真紀の魔法のレストランR（2016年、毎日放送）
- サタデープラス（2016年、毎日放送）
- そこまで言って委員会NP（2016年、読売テレビ）
- ソクラテスのため息〜滝沢カレンのわかるまで教えてください〜（2020年、テレビ東京）
- ありえへん∞世界（2020年、テレビ東京）
- 僕ら的には理想の落語（2021年1月-、TOKYO MX） - 間島誠司役

### 映画
- クローズZERO II（2009年）
- HiGH&LOW THE MOVIE（2016年） - ダウト 役

### イベント
- 関西コレクション出演（2011年）
- 日本高校ダンス部選手権「DANCE STADIUM」ゲスト出演（2011年）
- 東京ボーイズコレクション出演（2016年）
- ちっちゃな英雄 1st Anniversary!（2016年6月27日、サンリオピューロランド フェアリーランドシアター）[14]
- 『アイ★チュウ FAN MEETING 2017 〜New Year Party〜』（2017年1月29日、東京ディズニーリゾート 舞浜アンフィシアター） - 日下部虎彦 役[15]
- 『LIVE!! アイ★チュウ ザ・ステージ〜étincelle〜』（2017年11月25日、Zepp Tokyo）[16]
- L.O.V.E主催 クリスマスSPライブ（2017年12月23日、あさがやドラム）[17]
- 『岩三歩LIVE。その5』（2017年12月30日、スリーモンキーズカフェ上野公園前店）[18]
- 『アイ★チュウ ザ・ステージ オンリーショップ開催記念イベント』（2018年5月27日、アニメイトAKIBAガールズステーション）[19]
- X×Y=KOREGURAI主催『Sweetest early summer rain』（2018年6月2日、あさがやドラム）[20]
- LIVE!! アイ★チュウ ザ・ステージ 〜Les quatre saisons〜（2018年7月16日、東京国際フォーラム ホールC） - 日下部虎彦 役[21]
- 『X×Y=コレぐらい3rdライブ』（2018年10月6日、あさがやドラム）[22]
- 『アイ★チュウ ザ・ステージ 1stファンミーティング』（2018年12月29日、AiiA 2.5 Theater Tokyo） - 日下部虎彦 役[23]
- X×Y=KOREGURAI主催 4thライブ『コレぐらい』（2019年3月9日、IKEBUKURO CYBER）[24]
- 『Premium Friday!!』（2019年7月26日、高円寺Studio K）[25]
- 『コップの中の嵐 アフターイベント “終演後の嵐”』（2019年12月14日、高円寺Studio K）[26]
- 『GANG×ROCK 1st Live 天上天下蛮怒罵斗琉 厭離穢怒 vs ASTRAGALUS』（2020年1月5日、吉祥寺CLUB SEATA）

### 声優
- GANG×ROCK 皇位争奪トーナメント ENTRY01 Odin;s『訊け、我が雷鳴を！』（2018年） - 不良 役[27]
- GANG×ROCK 皇位争奪トーナメント ENTRY02 厭離穢怒『まつろわば虚ろにして生けらじ』（2019年） - 慧光一矢 役[28]
- VR人狼 ナレーション（2019年）

### CM
- オーダーメイドスーツ isn't（2015年）[29]
- SiROPスノーボードウェア（2015年）[30]
- 甲子園歴史館（2016年）[31]
- あべのキューズモール（2017年）

### 雑誌・その他
- 神戸新聞「学校の人気者」掲載
- まっぷるマガジン 大阪ベストスポット2017（2017年、昭文社） - スチールモデル[32]
- B's-LOG 2017年10月号（KADOKAWA Game Linkage）[33]